# Mitrocomella millardae
Mitrocomella millardae är en nässeldjursart som beskrevs av Pages, Gili och Bouillon 1992. Mitrocomella millardae ingår i släktet Mitrocomella och familjen Mitrocomidae. Inga underarter finns listade i Catalogue of Life.